# NGC 1806
NGC 1806 ist ein Kugelsternhaufen der Klasse VI in der Großen Magellanschen Wolke im Bereich des Sternbild Schwertfisch. Der Kugelsternhaufen wurde 1836 von John Herschel mit einem 18,7-Zoll-Newton-Teleskop entdeckt.